# چوکوبال موکای
چوکوبال موکای (انگلیسی: Chocoball Mukai؛ زاده ۱۵ دسامبر ۱۹۶۶) یک بازیگر پورنوگرافی اهل ژاپن است.